# Conognatha costipennis
Conognatha costipennis es una especie de escarabajo del género Conognatha, familia Buprestidae. Fue descrita científicamente por Germain en 1856.